# Мајкл Гамбон
Сер Мајкл Гамбон (енгл. Michael Gambon; Даблин, 19. октобар 1940 — Витам, 27. септембар 2023) био је ирски глумац. Најпознатији је по улози Албуса Дамблдора у филмском серијалу Хари Потер.
Гамбон је веома цењен позоришни глумац и добио је бројне награде, међу којима су Награда удружења позоришних критичара, Награда Лоренс Оливије, Награда Ивнинг Стандарда, као и номинација за награду Тони.
Гамбон је такође освојио четири награде БАФТА за улоге у серијама Савршени странци, Дужина, Супруге и ћерке и Распевани детектив.

## Важнија филмографија
| Година | Наслов                                  | Улога             |
| ------ | --------------------------------------- | ----------------- |
| 1996   | Мери Рајли                              | господин Рајли    |
| 1998   | Плес у Лунаси                           | Џек Манди         |
| 1999   | Пробуђена савест                        | Томас Сендефур    |
| 1999   | Успавана долина                         | Балтус ван Тасел  |
| 2001   | Госфорд Парк                            | Вилијам Макордли  |
| 2004   | Као Јулија                              | Џими Лангтон      |
| 2004   | Небески капетан и свет сутрашњице       | Морис Пејли       |
| 2004   | У вртлогу злочина                       | Еди Темпл         |
| 2004   | Водени живот са Стивом Зисуом           | Осери Драколиас   |
| 2004   | Хари Потер и затвореник из Аскабана     | Албус Дамблдор    |
| 2005   | Хари Потер и ватрени пехар              | Албус Дамблдор    |
| 2006   | Предсказање                             | Карл Бугенхаген   |
| 2006   | Чудесна милост                          | Лорд Чарлс Фокс   |
| 2007   | Хари Потер и Ред феникса                | Албус Дамблдор    |
| 2009   | Хари Потер и полукрвени принц           | Албус Дамблдор    |
| 2009   | Фантастични господин Лисац              | Френклин Бин      |
| 2010   | Књига спаса                             | Џорџ              |
| 2010   | Краљев говор                            | Џорџ V            |
| 2010   | Хари Потер и реликвије смрти: Први део  | Албус Дамблдор    |
| 2011   | Хари Потер и реликвије смрти: Други део | Албус Дамблдор    |
| 2012   | Квартет                                 | Седрик Ливингстон |
| 2014   | Меда Педингтон                          | Пастузо (глас)    |
| 2017   | Меда Педингтон 2                        | Пастузо (глас)    |